# 학교 요리왕
《학교 요리왕》은 2015년에 EBS1에서 방송된 청소년 요리 경연 프로그램이다.

## 주요 참가자
- 우승 : 이남기 (빛가람중2)
- Top4 : 신정민 (한국조리과고3)
- Top4 : 박준혁 (광주자연과고3)
- Top4 : 민요한 (광양고3)
- Top6 : 박재완 (부산조리고3)
- Top6 : 이강수 (전주생명과고3)